# Stadtpfarrkirche St. Oswald in Buchen (Odenwald)

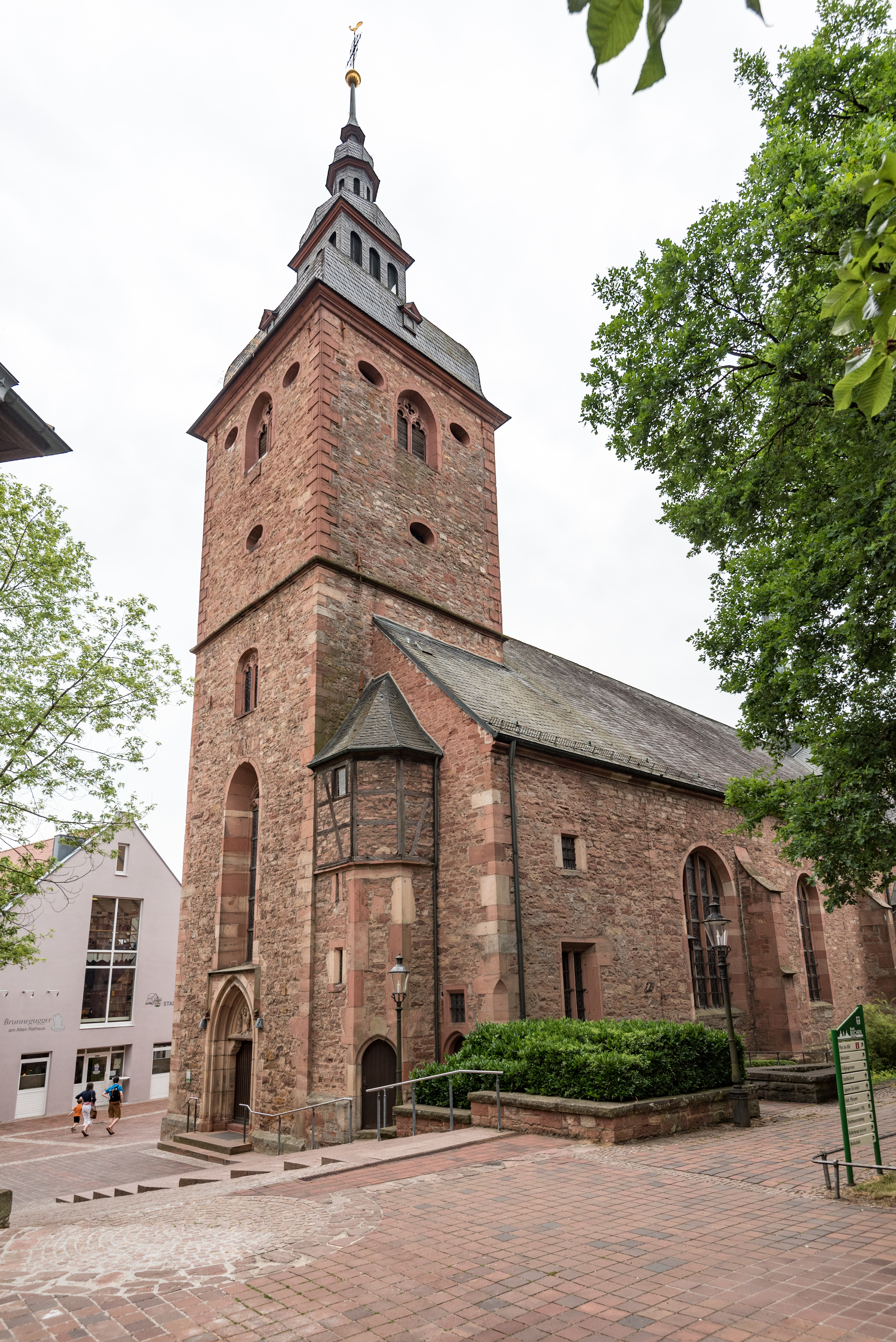
Stadtpfarrkirche St. Oswald in Buchen (Odenwald)

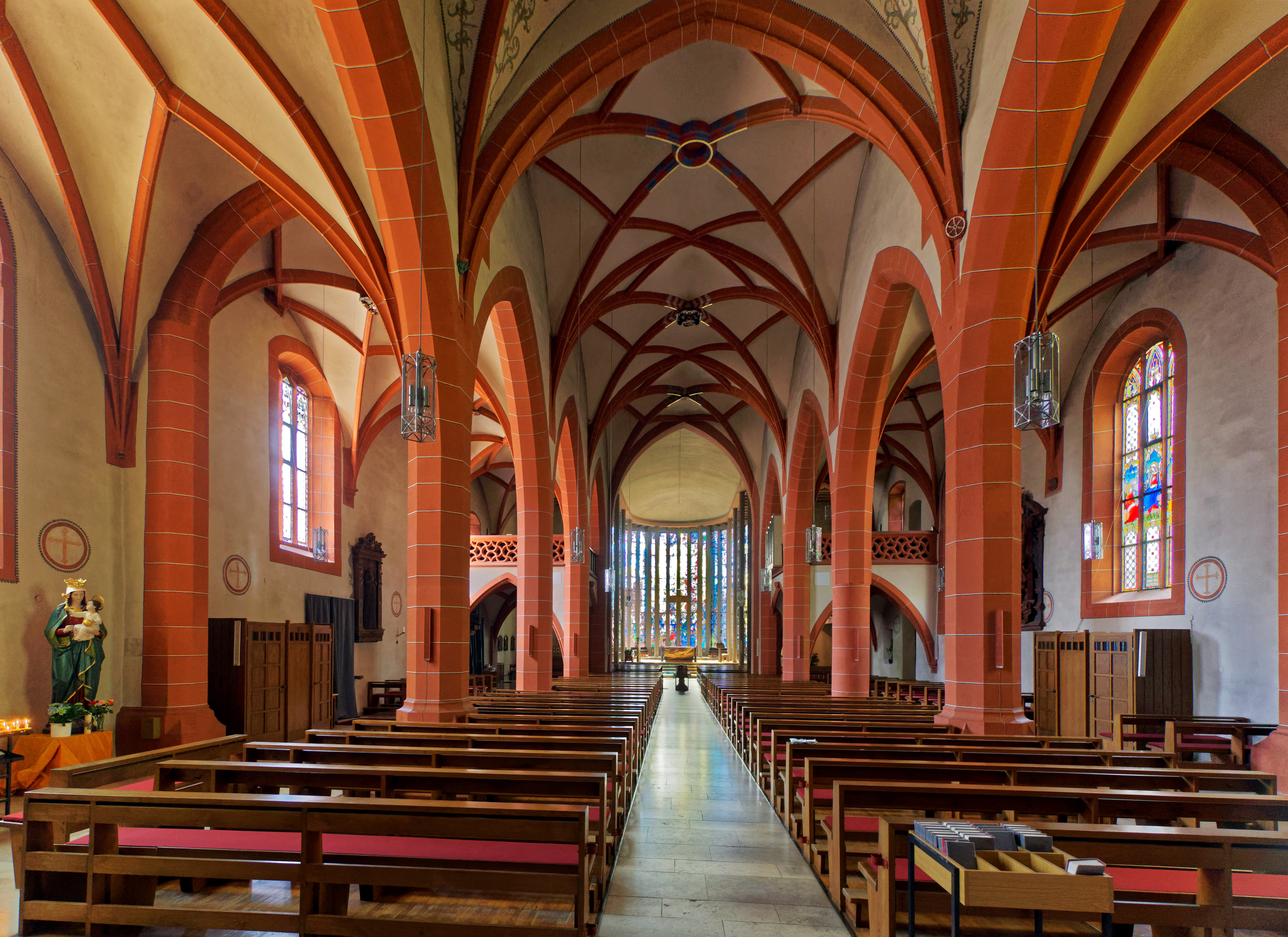
Innenansicht

Die römisch-katholische Stadtpfarrkirche St. Oswald steht in Buchen, einer Stadt im Neckar-Odenwald-Kreis in Baden-Württemberg. Das Bauwerk ist beim Landesamt für Denkmalpflege Baden-Württemberg als Baudenkmal eingetragen. Die Kirchengemeinde gehört zum Dekanat Mosbach-Buchen des Erzbistums Freiburg.

## Beschreibung
Der 1341 errichtete Vorgängerbau wurde 1503 unter Berthold von Henneberg zur Stufenhalle umgestaltet. Der ehemalige Chorturm im Osten des Mittelschiffs wurde erst 1642 mit einer mehrstufigen Haube vollendet. Der eingezogene, halbrund geschlossenen Chor und das Querschiff im Westen des Langhauses entstanden 1958–61 im Rahmen einer Erweiterung und Umorientierung des Kirchenraums. Auf der Vierung erhebt sich ein Dachreiter.
Der Innenraum des Mittelschiffs ist mit einem Netzgewölbe überspannt. Die Querarme sind innen mit Kassettendecken bedeckt. Die halbrunde Fensterwand mit Glasmalereien im Chor hat 1959 Emil Wachter zum Thema Sanctus gestaltet. 1989/90 kam es im Innenraum erneut zu einer Umgestaltung. Der gesamte Altarraum wurde durch die Bildhauerin Gertrude Reum neu ausgestattet.
Die Orgel wurde 1964 von der Firma Orgelbau Vleugels gebaut. Sie verfügt über 38 Register auf drei Manualen und Pedal.

## Glocken
Von dem 1899 gegossenen Glockengeläut der Glockengießerei Grüninger hat nur eine die Beschlagnahmen zu Rüstungszwecken während der beiden Weltkriege überstanden. Drei Glocken wurden 1949 von der Glocken- und Kunstgießerei Rincker im hessischen Sinn gegossen und 1976 wurde von der Heidelberger Glockengießerei die größte Glocke hinzugegossen.
| Glocke | Gießer                             | Gussjahr | Gewicht | Durchmesser | Schlagton |
| ------ | ---------------------------------- | -------- | ------- | ----------- | --------- |
| 1      | Heidelberger Glockengießerei       | 1976     | 1667 kg | 1322 mm     | d'+4      |
| 2      | Glocken- und Kunstgießerei Rincker | 1949     | 1100 kg | 1213 mm     | e'+6      |
| 3      | Glocken- und Kunstgießerei Rincker | 1949     | 0780 kg | 1097 mm     | fis'+2    |
| 4      | Glockengießerei Grüninger          | 1899     | 0450 kg | 0908 mm     | a'+7      |
| 5      | Glocken- und Kunstgießerei Rincker | 1949     | 0340 kg | 0824 mm     | h'+2      |